# ریچارد بوشکا
ریچارد بوشکا (انگلیسی: Richard Boushka؛ زاده ۲۹ ژوئیهٔ ۱۹۳۴ - درگذشته ۱۹ فوریهٔ ۲۰۱۹) یک بازیکن بسکتبال اهل ایالات متحده آمریکا بود.